# Impossible Princess
Impossible Princess er det sjette studiealbum af australske sanger Kylie Minogue. Det blev udgivet af Deconstruction Records i marts 1998 i Storbritannien til blandede anmeldelser. Albummet blev en succes i Australien, men var en kommerciel skuffelse i Storbritannien og kun solgt 44.000 eksemplarer i 1998.

## Sanger
1. "Too Far" – 4:43
2. "Cowboy Style" – 4:44
3. "Some Kind of Bliss" – 4:13
4. "Did It Again" – 4:22
5. "Breathe" – 4:38
6. "Say Hey" – 3:37
7. "Drunk" – 3:59
8. "I Don't Need Anyone" – 3:13
9. "Jump" – 4:03
10. "Limbo" – 4:05
11. "Through the Years" – 4:20
12. "Dreams" – 3:44

## Musikere
- Kylie Minogue – vokal, baggrundsvokal, synthesizer
- Steve Anderson – keyboard, klaver, guitar, programmering
- James Dean Bradfield – guitar, basguitar
- Greg Bone – guitar
- Steve Walters – basguitar
- Neil Sidwell – basun
- Simon Clarke – saxofon, fløjte
- Tim Sanders – saxofon
- Sean Moore – trommer
- Andy Duncan – slagtøj